# Gönc
Gönc (szlovákul: Gynec) város Borsod-Abaúj-Zemplén vármegye Gönci járásában, melynek székhelye. Hazánk legészakibb városa, emellett a megye második legkisebbje.

## Fekvése
A megyeszékhely Miskolctól mintegy 65 kilométerre északkeletre helyezkedik el, közel a szlovák határhoz, a Hernád völgyében, a folyó bal parti oldalán. Az ország legészakibb fekvésű (é. sz. 48° 28′ 16″) városi rangú települése.
A közvetlenül határos települések: észak felől Zsujta, kelet felől Telkibánya, délkelet felől Fony, dél felől Göncruszka, nyugat felől Hernádszurdok, északnyugat felől pedig Hidasnémeti és Tornyosnémeti.

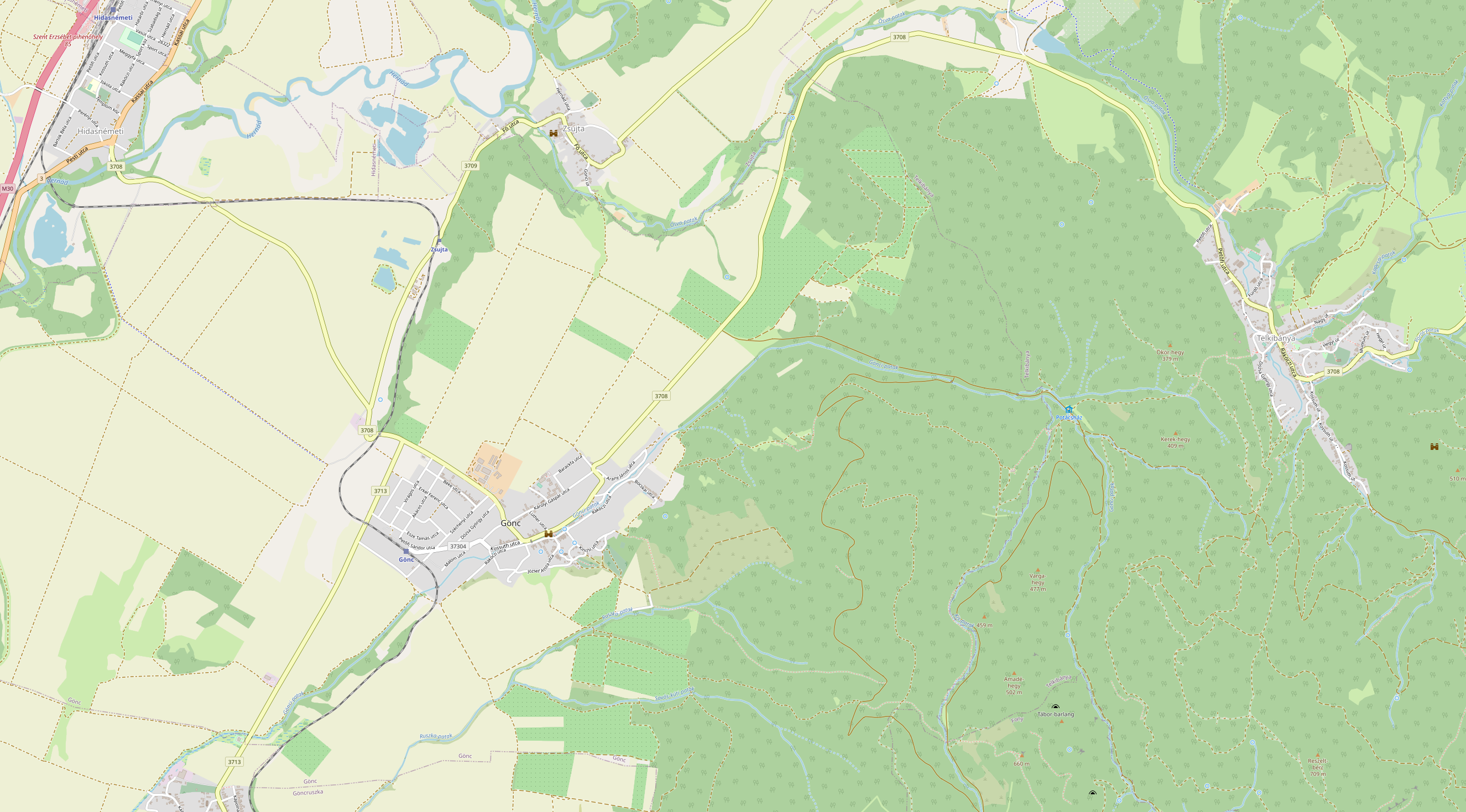
Gönc és környékének térképe

### Megközelítése
Nyugati hatászéle közelében, bár a Hernád túlsó partján húzódik a térség két legfontosabb közúti közlekedési útvonala, a 3-as főút és az M30-as autópálya, az ország távolabbi részei felől ezeken közelíthető meg a legegyszerűbben. Lakott területét azonban csak mellékutak érintik: délről, Abaújkér-Vizsoly felől a 3713-as, Hidasnémeti, illetve Telkibánya felől a 3708-as, Zsujta felől pedig a 3709-es úton érhető el.
A hazai vasútvonalak közül a Szerencs–Hidasnémeti-vasútvonal érinti, melynek egy megállási pontja van itt. Gönc megállóhely a belterület délnyugati széle közelében helyezkedik el, a központ felől a 3708-as útból kiágazó 37 304-es számú mellékúton (Kossuth utca, majd Petőfi Sándor utca), a város nyugati részei közt elhaladó 3713-as út felől pedig egy önkormányzati úton (Esze Tamás utca) érhető el.

## Története
Gönc német telepesfalu, a Hernád mentén, Újvár alatt letelepített királynéi német telepesfalvak egyike.
Nevét 1219-ben említette először oklevél Bücij (Guncy) néven.
A tatárjárás után a királynéi német telepesfalvakat a vizsolyi ispánság fogta össze, külön ispánnal az élükön.
Kun László uralkodása alatt, az 1280-as években az Aba nemzetség hatalmába került, akik a Gönctől délkeletre emelkedő hegyen felépítették Gönc várát, melynek romjait az Aba-nemzetségbeli Amadéról még ma is Amadé-várnak neveznek. Aba Amadé itt rendezte be udvartartását és a feudális anarchia korában innen intézte országos ügyeit; innen kormányozta az uralma alá tartozó vármegyéket is.
Vencel király uralkodása alatt az ifjú Károly Róbert király egy ideig Göncön tartózkodott Amadé nádornál, a várban. 1304 körül a Vencel híveiül szegődött szepesi szászok és kassai polgárok megostromolták Gönc várát, de sikertelenül. Az ostromlókat megverték, Vencel zászlaját elvették. A zászlót Apród István gönci várnagy elküldte Oroszországba Károly Róbertnek, aki épp első feleségét hozta el onnan.
1311-ben Amadé nádor halála után fiai a király ellen fordultak, de 1312-ben a rozgonyi csatában vereséget szenvedtek. Ezután a várat Károly Róbert király Drugeth Fülöppel megostromoltatta. Az elfoglalt várat a várossal a Drugeth családnak adta.
Göncön ekkor főleg a szőlőtermelés volt jelentős. A város 1320-ban 107 garas pápai tizedet adózott, mintegy 10 %-kal többet, mint Szepsi. Az 1327-ből fennmaradt oklevelek szerint pénteki napokon hetivásárt is tartottak.
Egyházát kivették az egri püspök joghatósága alól; kegyura a királyné volt.
Az 1332. évi pápai tizedjegyzék szerint ez évben plébánosa, illetőleg káplánja 2 M. (2000 garas?) és fél fertó (nyolcad tallér, esetleg dukát?), 1333-ban 2 és fél M. pápai tizedet fizetett, ez a mezővárosok szintjének felel meg.
A huszita mozgalom idején a husziták kezére került. A főként németek lakta település a török hódoltság alatt újra magyar többségűvé vált.
1570 és 1647 között Gönc Abaúj vármegye székhelye volt. A reformáció idején fontos szerepet töltött be a kultúrában; itt fordította magyarra a Bibliát Károlyi Gáspár (lásd: Károlyi-biblia). 1687-ben egy időre Göncön telepedett meg a Sárospatakról elűzött református főiskola is.

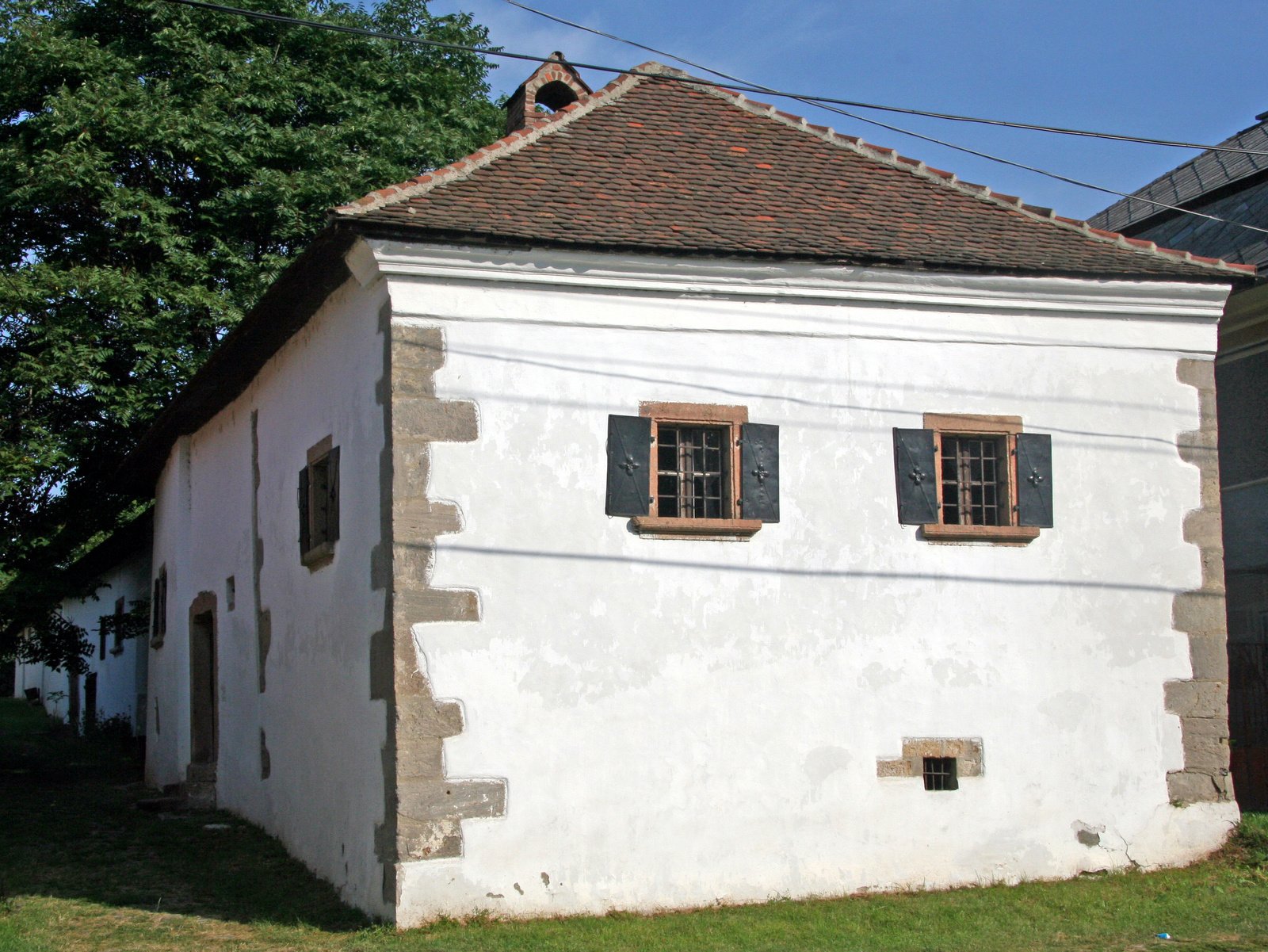
A gönci Huszita-ház

Leírás a településről a 18. század végén:
„GÖNCZ: Régi mező Város Abauj Vármegyében, birtokosa G. Csáky Uraság, lakosai katolikusos, és reformátusok, hajdan nevezetesebb, és híresebb is vala, a’ mint Bombardi és Turótzi elő adták. Itten lakott vala néhai Károlyi Gáspár Predikátor, a’ kinek Bibliabéli fordítása olly betses, tiszta, és könnyű magyarságáért. Határbéli legelője szoross, erdeje mind a’ két féle szükségre elég, szőlö hegyei nagyok, ’s hasznosak, országos vásárja esztendőben négyszer esik, külömbféle jeles vagyonnyaihoz képest első Osztálybéli.”
A város rendkívül fontos szerepet töltött be a tokaj-hegyaljai borok kereskedelemében, amit a 136,6 literes ún. gönci hordó mértékegységgé válása tanúsít.
A részben mezőgazdasággal foglalkozó településre nehéz idők köszöntöttek a 19. század végén természeti csapások miatt, a trianoni békeszerződés után pedig amiatt, hogy az ország szélére került, elveszítve kereskedelmi jelentőségét.
1979–81 között itt működött a Szathmáry István alapította alkotótábor Deim Pál, Csiky Tibor, Misch Ádám és Fajó János művészeti vezetésével, növendék volt Saxon-Szász János is.
2001-ben visszakapta városi rangját. A 2013. január elsejétől életbe lépő közigazgatási beosztás a Gönci járás székhelyének jelölte ki.

## Közélete

### Polgármesterei
- 1990–1994: Kozmáry László (Fidesz-KDNP)[6]
- 1994–1998: Meskó Zoltán (független)[7]
- 1998–2002: Molnár János (független)[8]
- 2002–2006: Molnár János (független)[9]
- 2006–2010: Molnár János (Fidesz-KDNP)[10]
- 2010–2011: Bánszkyné Szepesi Éva (független)[11]
- 2011–2014: Sivák János (független)[12]
- 2014–2019: Sivák János (független)[13]
- 2019–2024: Vinter István (független)[14]
- 2024– : Sivák János (független)[1]

A településen 2011. július 10-én időközi polgármester-választást (és képviselő-testületi választást) tartottak, az előző képviselő-testület önfeloszlatása miatt. A választáson a hivatalban lévő polgármester is elindult, de csak a második helyet tudta megszerezni három jelölt közül.

## Népesség
A település népességének változása:
| Lakosok száma | 2164 | 2123 | 1968 | 1859 | 1914 | 1930 |
|               | 2013 | 2014 | 2018 | 2022 | 2023 | 2024 |

2001-ben a település lakosságának 94%-a magyar, 6%-a cigány nemzetiségűnek vallotta magát.
A 2011-es népszámlálás során a lakosok 87,7%-a magyarnak, 6,1% cigánynak, 0,2% szlováknak mondta magát (12,3% nem nyilatkozott; a kettős identitások miatt a végösszeg nagyobb lehet 100%-nál). A vallási megoszlás a következő volt: római katolikus 48,9%, református 30,2%, görögkatolikus 0,6%, felekezeten kívüli 3,4% (16% nem nyilatkozott).
2022-ben a lakosság 87,5%-a vallotta magát magyarnak, 7,5% cigánynak, 4,5% szlováknak, 0,3% németnek, 0,1-0,1% románnak, ruszinnak, ukránnak és szerbnek, 0,9% egyéb, nem hazai nemzetiségűnek (9,5% nem nyilatkozott; a kettős identitások miatt a végösszeg nagyobb lehet 100%-nál). Vallásuk szerint 33,4% volt római katolikus, 23,2% református, 1,5% görög katolikus, 0,8% egyéb keresztény, 0,1% evangélikus, 0,1% ortodox, 3,1% felekezeten kívüli (37,2% nem válaszolt).
Gönc lakosságának száma 1960-ban 3086 fő, 1970-ben 2752 fő volt, míg 1980-ban 2757 fő. Ezt követően a település lakossága folyamatos csökkenésen ment keresztül, 1990-ben 2371 főre, majd 2001. évre 2059 főre csökkent a lakosság száma.  

## Látnivalók

### A városban
- Huszita-ház
- Pálffy-kastély
- Károlyi Gáspár szobra a református templom kertjében
- Régi zsidó temető
- Károlyi Gáspár Múzeum és Bibliakiállítás a református templom mellett
- Thermárium Városi Uszoda

### A környéken
- Pálos kolostorrom
- Amadé-vár romjai

## Híres emberek

### Itt születtek
- ifjabb Csécsi János (Gönc, 1689. június 11. – Sárospatak, 1769. június 1.) református tanár, polihisztor
- Haász István (Gönc, 1946. február 3. – ) festőművész
- Iván László (Gönc, 1933. május 9. – 2020. január 16.) pszichiáter, gerontológus
- Károly Iréneusz József (Gönc, 1854. március 6. – Nagyvárad, 1929. március 13.) premontrei szerzetes, nagyváradi fizikus, a rádiótechnika egyik úttörője
- Sziklay Andor, azaz dr. Andor C. Klay amerikai-magyar író, diplomáciatörténész, Márai Sándor barátja
- Szotáczky Mihály (Gönc, 1928. december 12. – Pécs, 1998. augusztus 9.) jogász, a Pécsi Tudományegyetem egyetemi tanára, dékán, rektorhelyettes

### Itt éltek
- Itt hunyt el 1591-ben Károlyi Gáspár egyházi író, az első teljes magyar nyelvű biblia fordítója
- Itt élt Kiss Jenő (1926–2006) író

### Díszpolgárok
- Bárczay János földbirtokos, gazdasági főtanácsos, országgyűlési képviselő[21]
- Iván László pszichiáter, gerontológus